# Ivo Niehe
Ivo Niehe (ur. 31 maja 1946 w Amsterdamie) – holenderski prezenter telewizyjny, producent, wokalista i aktor.
Studiował romanistykę na Universiteit van Amsterdam. W 1974 roku wydał na terenie Niemiec podwójny singel „Wer Sucht, Der Wird Finden” nakładem wydawnictwa muzycznego Polydor Records. Na singlu znalazła się również piosenka „Mit Dir In Meinen Armen”.
Od 1975 roku jest prezenterem telewizyjnym holenderskiego kanału AVROTROS (w latach 1975–2014 TROS), w którym realizuje także swoje autorskie programy.
Był głównym radiowym komentatorem finałowego koncertu Konkursu Piosenki Eurowizji na terenie Holandii w 1984 roku.
W 2001 roku został odznaczony orderem Oranje-Nassau za całokształt swojej działalności charytatywnej.

## Filmografia
Opracowano na podstawie materiału źródłowego.
Aktor
- 1984-1985: Het andere net (jako on sam)

Producent
- 1980: Dag 80 hallo 81
- 1985: Het andere net
- 1993: European Lottery
- 1993: Ronald McDonald Comedy Award
- 1994: Liberg zappt
- 2000: Life & Cooking
- 2011: Hotel de Toekomst
- 2011: TROS TV Show

Montażysta
- 2007: Ko van Dijk, een hommage